# (3538) Nelsonia
(3538) Nelsonia ist ein Asteroid des Hauptgürtels, der am 24. September 1960 vom niederländischen Forscherteam Cornelis Johannes van Houten, Ingrid van Houten-Groeneveld und Tom Gehrels im Rahmen des Palomar-Leiden-Surveys entdeckt wurde.
Der Asteroid wurde nach Elisabeth Nelson benannt, einer ehemaligen Sekretärin der Landessternwarte Heidelberg-Königstuhl und des Heidelberger Max-Planck-Institutes für Astronomie, die an der Auswertung der Fotoplatten des Palomar-Leiden-Surveys beteiligt war.